# Renato Carosone
Renato Carosone, född 3 januari 1920 i Neapel, död 20 maj 2001 i Rom, var en italiensk pianist, sångare och låtskrivare.

## Uppväxt och första karriär
Renato Carosone föddes i Neapel och visade tidigt en stor talang pianospel. 1937, vid endast 17 års ålder, tog han examen från Musikhögskolan i Neapel. Tidigt sökte han lyckan på andra kontinenter och kom att hamna i Afrika och i det av Italien nyligen erövrade landet Abessinien (nuvarande Etiopien) som nu var en italiensk koloni. Han arbetade som pianist på en klubb i huvudstaden Addis Abeba och skulle under åren som följde bli ett känt namn i den italienska kretsen i Etiopien. Under sina nästan tio år i Afrika inspirerades han av afrikansk folkmusik och framför allt den etiopiska, som han tog till sig och började experimentera med att blanda jazz och etiopisk folkmusik. Han tillbringade hela andra världskriget i Etiopien och återvände inte till Italien förrän 1946.

## En andra karriär
Efter hemkomsten till Italien var han tvungen att börja om karriären på nytt eftersom hans berömmelse aldrig nått utanför Etiopien och tvingades ta jobb som pianist på små klubbar och barer. Men den omstartade karriären tog snabbt fart och 1949 fick han i uppdrag av en dansklubb att sätta ihop ett band för klubbens premiärkväll. Efter en del sökande anlitade han till slut den holländske gitarristen Peter Van Wood och den napolitanske trummisen Gegé Di Giacomo och i och med detta var Trio Carosone, som skulle bli hans kompband under många år framöver, född. Snart tillkom även den allspelande ungerske musikern Elek Bacsik och gruppen nådde en del stora framgångar. Ganska snart lämnade dock Van Wood och Bacsik bandet för att satsa på varsin solokarriär, men Carosone hade nu fått sitt andra genombrott och under 50-talet kom han att etablera sig som en Italiens mest folkkära musiker. 
Det stora internationella genombrottet kom 1956 med låten Torero som toppade den amerikanska hitlistan i 14 veckor och sångtexten översattes till 12 olika språk och bara i USA gjordes över 30 covers på låten. Carosone åkte året efter på en utsåld turné i USA som avslutades med en kritikerrosad konsert på Carnegie Hall i New York. 
Men just då han stod på toppen av sin karriär meddelade Carosone 1960 överraskande att han tänkte dra sig tillbaka från musiken, vilket orsakade ett flertal konspirationsteorier, till exempel hävdade vissa att han skulle ha tvingats till det under hot från maffian. Men detta är inte särskilt troligt, utan anledningen var snarare att han ville ägna mer tid åt sin familj och  måleri, som var ett av hans andra stora intressen. Han lät även meddela att han hellre slutade med musiken än se hur den förföll på grund av den hemska moderna musiken som folk i blåjeans spelade.

## Comebacken
Lika snabbt som han tagit avsked av musikkarriären gjorde Carosone dock comeback 1975 i en TV-sänd konsert och kom att fortsätta med musikframträdanden fram till slutet av 90-talet då han slutligen drog sig tillbaka. Under sina sista år levde han ett tillbakadraget liv. Han avled av naturliga orsaker i sitt hem i Rom 2001.Han är begravd på kyrkogården i Trevignano Romano.

## Tu vuó fá l’americano
Under våren 2010 släppte den australiensiska electro-gruppen Yolanda Be Cool låten We No Speak Americano som hade en av Carosones största hits Tu vuó fá l’americano från 1956 som förlaga. Låten blev en hit och toppade hitlistorna i ett tiotal länder, tack vare denna succé fick även Carosones originallåt nytt liv och dök upp på hitlisorna i både Italien och Schweiz.